# Mu Hydrae
Mu Hydrae (42 Hydrae) é uma estrela na direção da constelação de Hydra. Possui uma ascensão reta de 10h 26m 05.51s e uma declinação de −16° 50′ 09.9″. Sua magnitude aparente é igual a 3.83. Considerando sua distância de 248 anos-luz em relação à Terra, sua magnitude absoluta é igual a −0.58. Pertence à classe espectral K4III.